# Syzygium paludosum
Syzygium paludosum är en myrtenväxtart som beskrevs av Peter Shaw Ashton. Syzygium paludosum ingår i släktet Syzygium och familjen myrtenväxter. Inga underarter finns listade i Catalogue of Life.